# Marchesato e Fiume Neto
Marchesato e Fiume Neto este o arie protejată (arie de protecție specială avifaunistică — SPA) din Italia întinsă pe o suprafață de 70.142 ha, integral pe uscat.

## Localizare
Centrul sitului Marchesato e Fiume Neto este situat la coordonatele 38°55′23″N 16°54′40″E / 38.923019°N 16.911088°E.

## Înființare
Situl Marchesato e Fiume Neto a fost declarat arie de protecție specială avifaunistică în mai 2005 pentru a proteja 1 specie de plante și 129 de specii de animale.

## Biodiversitate
Situată în ecoregiunea mediteraneană, aria protejată conține 28 de habitate naturale: Păduri de fag din Apenini cu Abies alba și păduri de fag cu Abies nebrodensis, Râuri mediteraneene cu debit permanent și vegetație de Glaucium flavum, Păduri de stejar alb estice, Pseudostepă cu ierburi și specii anuale de Thero-Brachypodietea, Estuare, Galerii și tufărișuri riverane sudice (Nerio-Tamaricetea și Securinegion tinctoriae), Pajiști umede mediteraneene cu ierburi înalte de Molinio-Holoschoenion, Păduri de Quercus ilex și Quercus rotundifolia, Dune cu vegetație ierboasă Malcolmietalia, Păduri mixte riverane de Quercus robur, Ulmus laevis și Ulmus minor, Fraxinus excelsior sau Fraxinus angustifolia, de-a lungul marilor râuri (Ulmenion minoris), Dune mobile de-a lungul țărmului cu Ammophila arenaria („dune albe”), Galerii de Salix alba și de Populus alba, Vegetație anuală la limita mareei, Păduri panonice-balcanice de stejar turcesc - stejar sesil, Dune de coastă cu Juniperus spp., Păduri de Olea și Ceratonia, Tufărișuri halo-nitrofile (Pegano-Salsoletea), Peșteri inaccesibile publicului, Pante stâncoase calcaroase cu vegetație casmofită, Tufărișuri termo-mediteraneene și de pre-deșert, Păduri aluvionare cu Alnus glutinosa și Fraxinus excelsior (Alno-Padion, Alnion incanae, Salicion albae), Râuri mediteraneene cu debit intermitent, cu specii de Paspalo-Agrostidion, Dune cu vegetație ierboasă Brachypodietalia cu specii anuale, Lacuri eutrofice naturale cu vegetație de tip Magnopotamion sau Hydrocharition, Dune de pe litoral fixate cu Crucianellion maritimae, Pășuni mediteraneene udate de apa mării (Juncetalia maritimi), Tufărișuri halofile mediteraneene și termo-atlantice (Sarcocornetea fruticosi), Dune cu tufărișuri sclerofile Cisto-Lavenduletalia.
La baza desemnării sitului se află mai multe specii protejate:
- plante (1): Stipa austroitalica
- păsări (121): lăcar mare (Acrocephalus arundinaceus), privighetoare-de-baltă (Acrocephalus melanopogon), lăcar-de-lac (Acrocephalus scirpaceus), fluierar de munte (Actitis hypoleucos), pescăruș albastru (Alcedo atthis), rață sulițar (Anas acuta), fâsă-de-câmp (Anthus campestris), fâsă de luncă (Anthus pratensis), fâsă de pădure (Anthus trivialis), stârc cenușiu (Ardea cinerea), stârc roșu (Ardea purpurea), stârc galben (Ardeola ralloides), ciuf de câmp (Asio flammeus), rață roșie (Aythya nyroca), buha (Bubo bubo), pasărea ogorului (Burhinus oedicnemus), ciocârlie-cu-degete-scurte (Calandrella brachydactyla), fugaci de țărm (Calidris alpina), fugaci roșcat (Calidris ferruginea), fugaci mic (Calidris minuta), bătăuș (Calidris pugnax), Calonectris diomedea,  prundaș gulerat mic (Charadrius dubius), prundaș gulerat mare (Charadrius hiaticula), chirichița cu obraz alb (Chlidonias hybrida), chirighiță neagră (Chlidonias niger), barză albă (Ciconia ciconia), barză neagră (Ciconia nigra), șerpar (Circaetus gallicus), erete de stuf (Circus aeruginosus), erete vânăt (Circus cyaneus), erete alb (Circus macrourus), erete cenușiu (Circus pygargus), porumbel gulerat (Columba palumbus), dumbrăveancă (Coracias garrulus), prepeliță (Coturnix coturnix), cuc (Cuculus canorus), lăstun de casă (Delichon urbicum), egretă mică (Egretta garzetta), presură sură (Emberiza calandra), Falco biarmicus, Falco eleonorae, șoim călător (Falco peregrinus), vânturel de seară (Falco vespertinus), muscar-gulerat (Ficedula albicollis), cinteză (Fringilla coelebs), lișiță (Fulica atra), becațină comună (Gallinago gallinago), gaiță (Garrulus glandarius), cufundar polar (Gavia arctica), pescăriță râzătoare (Gelochelidon nilotica), ciovlica roșcată (Glareola pratincola), cocor (Grus grus), vulturul pleșuv sur (Gyps fulvus), scoicar (Haematopus ostralegus), acvilă pitică (Hieraaetus pennatus), piciorong (Himantopus himantopus), rândunică (Hirundo rustica), Hydrocoloeus minutus, pescăriță mare (Hydroprogne caspia), stârc pitic (Ixobrychus minutus), sfrâncioc roșiatic (Lanius collurio), sfrânciocul cu frunte neagră (Lanius minor), sfrâncioc cu cap roșu (Lanius senator), Larus argentatus, Larus audouinii, pescăruș negricios (Larus fuscus), Larus genei, pescăruș-cu-cap-negru (Larus melanocephalus), pescăruș râzător (Larus ridibundus), sitar de mâl (Limosa limosa), câneparul (Linaria cannabina), privighetoare (Luscinia megarhynchos), rață fluierătoare (Mareca penelope), prigoare (Merops apiaster), gaia neagră (Milvus migrans), gaia roșie (Milvus milvus), mierlă albastră (Monticola solitarius), sula bassana (Morus bassanus), codobatura galbenă (Motacilla flava), muscar sur (Muscicapa striata), vultur egiptean (Neophron percnopterus), Numenius arquata arquata, stârc de noapte (Nycticorax nycticorax), pietrar mediteranean (Oenanthe hispanica), pietrar sur (Oenanthe oenanthe), vultur pescar (Pandion haliaetus), viespar (Pernis apivorus), cormoran mare (Phalacrocorax carbo), Phoenicopterus ruber, codroș de munte (Phoenicurus ochruros), pitulice de munte (Phylloscopus collybita), lopătar (Platalea leucorodia), țigănuș (Plegadis falcinellus), ploier auriu (Pluvialis apricaria), ploier argintiu (Pluvialis squatarola), corcodel mare (Podiceps cristatus), Puffinus yelkouan, ciocântors (Recurvirostra avosetta), pițigoi-pungar (Remiz pendulinus), lăstun de mal (Riparia riparia), mărăcinar (Saxicola rubetra), mărăcinar negru (Saxicola torquatus), cănăraș (Serinus serinus), Spatula clypeata, rață cârâitoare (Spatula querquedula), lup de mare mic (Stercorarius parasiticus), chiră mică (Sternula albifrons), turturică (Streptopelia turtur), graur (Sturnus vulgaris), silvie cu cap negru (Sylvia atricapilla), corcodel mic (Tachybaptus ruficollis), Tachymarptis melba, chiră de mare (Thalasseus sandvicensis), fluierar de mlaștină (Tringa glareola), fluierar cu picioare verzi (Tringa nebularia), fluierarul de zăvoi (Tringa ochropus), fluierarul cu picioare roșii (Tringa totanus), pupăză (Upupa epops), nagâț (Vanellus vanellus), Zapornia parva
- mamifere (3): lupul (Canis lupus), vidră de râu (Lutra lutra), liliac cu aripi lungi (Miniopterus schreibersii)
- pești (1): Rutilus rubilio
- reptile (4): Caretta caretta, șarpele cu patru dungi (Elaphe quatuorlineata), țestoasa de baltă (Emys orbicularis), țestoasă bănățeană (Testudo hermanni)

Pe lângă speciile protejate, pe teritoriul sitului au mai fost identificate 7 specii de plante, 7 specii de mamifere.